# 撕裂之城混音

撕裂之城混音（英語：Rip City Remix）是一支位於美國俄勒岡州北波特蘭的NBA G聯盟職業籃球隊，隸屬於NBA波特蘭拓荒者。球隊將在智利中心進行主場比賽，並將在2023-24賽季首次亮相。

## 經營歷史
2023年4月26日，波特蘭拓荒者宣布他們將在2023-24賽季組建一支NBA G聯盟球隊，並於6月15日聘請吉姆·莫蘭擔任他們的第一位教練。6月26日，團隊的標誌和名稱被揭曉為「撕裂之城混音」。

## 外部連結
- 官方网站